# Episodi di Metropolitan Police (venticinquesima stagione)
La venticinquesima stagione della serie televisiva Metropolitan Police è stata trasmessa in anteprima nel Regno Unito dalla Independent Television tra il 1º gennaio 2009 e il 29 dicembre 2009.
| nº | Titolo originale           | Titolo italiano | Prima TV UK       | Prima TV Italia |
| -- | -------------------------- | --------------- | ----------------- | --------------- |
| 1  | The Morning After          |                 | 1º gennaio 2009   |                 |
| 2  | Little Girl Lost (Part 1)  |                 | 7 gennaio 2009    |                 |
| 3  | Little Girl Lost (Part 2)  |                 | 8 gennaio 2009    |                 |
| 4  | Teenage Kicks (Part 1)     |                 | 15 gennaio 2009   |                 |
| 5  | Teenage Kicks (Part 2)     |                 | 21 gennaio 2009   |                 |
| 6  | Feet of Clay (Part 1)      |                 | 22 gennaio 2009   |                 |
| 7  | Feet of Clay (Part 2)      |                 | 28 gennaio 2009   |                 |
| 8  | Feet of Clay (Part 3)      |                 | 29 gennaio 2009   |                 |
| 9  | One Year On                |                 | 5 febbraio 2009   |                 |
| 10 | Bleeding Hearts            |                 | 12 febbraio 2009  |                 |
| 11 | Broken Hearts              |                 | 19 febbraio 2009  |                 |
| 12 | Righteous Kill (Part 1)    |                 | 26 febbraio 2009  |                 |
| 13 | Righteous Kill (Part 2)    |                 | 4 marzo 2009      |                 |
| 14 | Bail Me Out                |                 | 5 marzo 2009      |                 |
| 15 | Matters of the Mind        |                 | 11 marzo 2009     |                 |
| 16 | Leap of Faith (Part 1)     |                 | 12 marzo 2009     |                 |
| 17 | Leap of Faith (Part 2)     |                 | 18 marzo 2009     |                 |
| 18 | Decision Time              |                 | 19 marzo 2009     |                 |
| 19 | On the Money               |                 | 25 marzo 2009     |                 |
| 20 | Deal Me Out                |                 | 26 marzo 2009     |                 |
| 21 | Got You Wrong              |                 | 2 aprile 2009     |                 |
| 22 | Back to School             |                 | 8 aprile 2009     |                 |
| 23 | Learning Curve             |                 | 9 aprile 2009     |                 |
| 24 | Peer Pressure              |                 | 15 aprile 2009    |                 |
| 25 | Growing Pains              |                 | 16 aprile 2009    |                 |
| 26 | Class Action               |                 | 22 aprile 2009    |                 |
| 27 | School's Out               |                 | 23 aprile 2009    |                 |
| 28 | Old Habits                 |                 | 30 aprile 2009    |                 |
| 29 | Forensic Evidence          |                 | 7 maggio 2009     |                 |
| 30 | Smash and Grab (Part 1)    |                 | 14 maggio 2009    |                 |
| 31 | Smash and Grab (Part 2)    |                 | 21 maggio 2009    |                 |
| 32 | Full Throttle              |                 | 3 giugno 2009     |                 |
| 33 | Blame Game                 |                 | 4 giugno 2009     |                 |
| 34 | Down South                 |                 | 11 giugno 2009    |                 |
| 35 | To Live For                |                 | 17 giugno 2009    |                 |
| 36 | To Die For                 |                 | 18 giugno 2009    |                 |
| 37 | Prodigal Son (Part 1)      |                 | 24 giugno 2009    |                 |
| 38 | Prodigal Son (Part 2)      |                 | 25 giugno 2009    |                 |
| 39 | Conviction: Cover Up       |                 | 1º luglio 2009    |                 |
| 40 | Conviction: To the Limit   |                 | 2 luglio 2009     |                 |
| 41 | Conviction: Breaking Point |                 | 8 luglio 2009     |                 |
| 42 | Conviction: Walk the Line  |                 | 9 luglio 2009     |                 |
| 43 | Conviction: Riot City      |                 | 15 luglio 2009    |                 |
| 44 | Conviction: Judgement Day  |                 | 16 luglio 2009    |                 |
| 45 | Live by the Sword          |                 | 23 luglio 2009    |                 |
| 46 | Die by the Sword           |                 | 24 luglio 2009    |                 |
| 47 | Cry Wolf                   |                 | 30 luglio 2009    |                 |
| 48 | Absolute Power             |                 | 6 agosto 2009     |                 |
| 49 | Psychiatric Help           |                 | 13 agosto 2009    |                 |
| 50 | Reaching Out               |                 | 20 agosto 2009    |                 |
| 51 | Lost Soul                  |                 | 27 agosto 2009    |                 |
| 52 | Powerless                  |                 | 3 settembre 2009  |                 |
| 53 | Innocence Betrayed         |                 | 10 settembre 2009 |                 |
| 54 | Trust Me                   |                 | 17 settembre 2009 |                 |
| 55 | Backlash                   |                 | 24 settembre 2009 |                 |
| 56 | Long Gone                  |                 | 1º ottobre 2009   |                 |
| 57 | Fall Out                   |                 | 8 ottobre 2009    |                 |
| 58 | In the Know                |                 | 15 ottobre 2009   |                 |
| 59 | That's Love for You        |                 | 22 ottobre 2009   |                 |
| 60 | Show of Force              |                 | 29 ottobre 2009   |                 |
| 61 | Rescue Me                  |                 | 5 novembre 2009   |                 |
| 62 | Twist of Fate              |                 | 10 dicembre 2009  |                 |
| 63 | Unforgiven                 |                 | 17 dicembre 2009  |                 |
| 64 | Invisible Man              |                 | 22 dicembre 2009  |                 |
| 65 | On the Streets             |                 | 29 dicembre 2009  |                 |